# Per Jacobsson

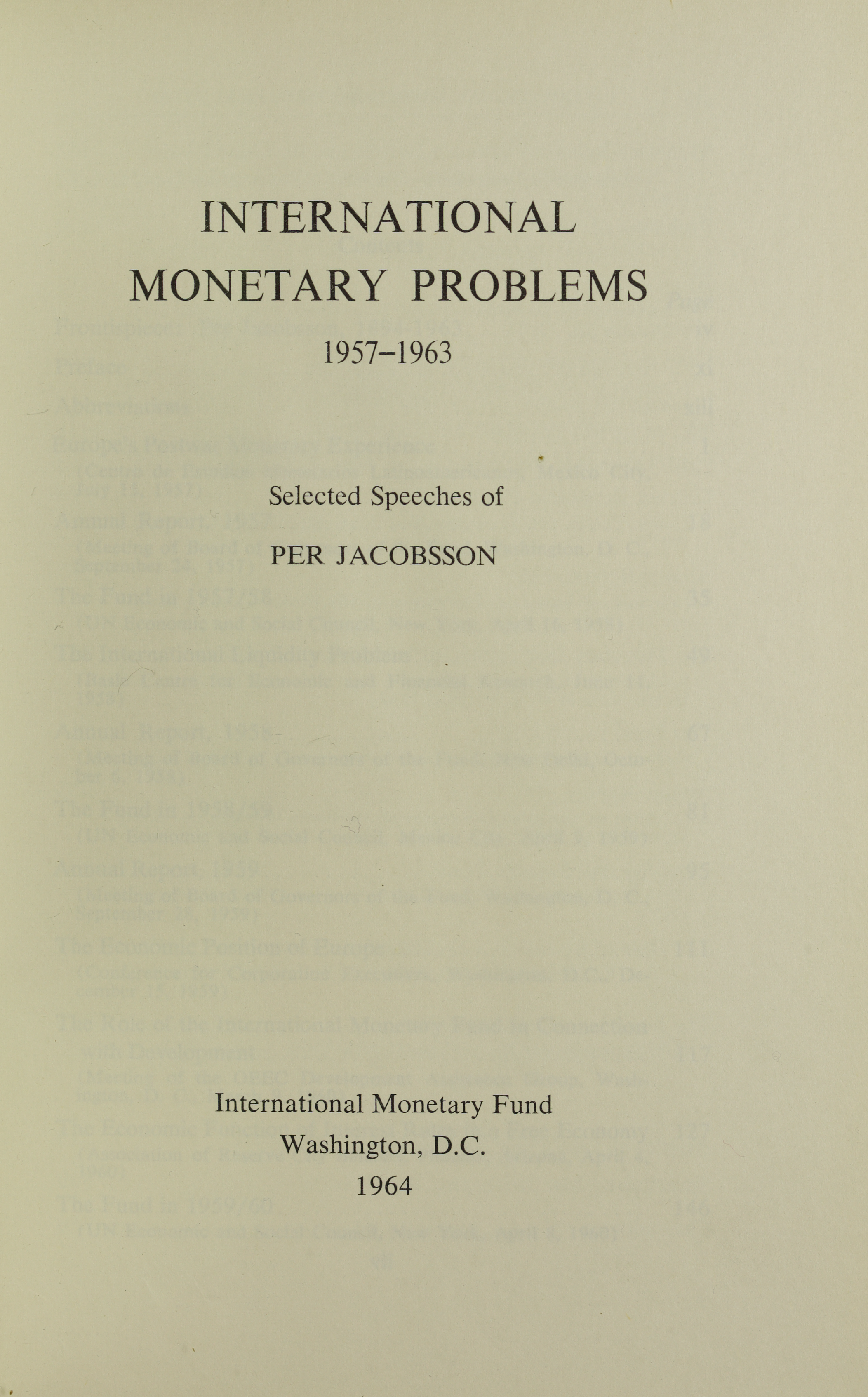
International monetary problems, 1964

Per Jacobsson é um economista da Suécia. Ele foi diretor do FMI.